# Мутавџија
Мутавџија или Мутабџија је стари занат. То је „плетиља“ или ткач који се бавио ткањем сеоских торбица од козје длаке, а у којима се раније носило вино, со, сир, хлеб, погача или ракија кад је сељак одлазио да ради на њиви или деца у школу. У неким деловима Србије (нпр. ужички крај) та торбица се зове „шареница“. Сваки крај је имао своју боју, тј. своју комбинацију боја, као знак распознавања.
Сматра се да су Турци донели мутавџијски занат на Балкан у Бугаску, у Србију, на Косово и Метохију, и у Босну и Херцеговину.
Јованки Николић сматра: „да се мутавџијски занат није развијао као наставак домаће радиности него је производ чисто градске културе која је услед природних услова на селу лако утицала да се овај занат
тамо развије“.
Да би се упражњавао мутавџијски занат неопходно је сакупљање основне сировине – козје длаке тј. козине, зато је мутавџијски занат био тесно повезан с гајењем коза и оваца у висинским деловима Србије.
Производња мутавџијске тканине пролази кроз неколико фаза:
- Требене – длака је сортирана по дужини и боји;
- Расчешљавање или бичевање крзна;
- Предење конца, често са куком;
- Ткање на платну, традиционално на вертикалном разбоју са два крста.

Ткање се ради на разбоју. То је помагало помоћу којег се могу ткати различите тканине. Мутавџије су производили: вреће, бисаге, покровце, зобнице, торбе и колане. Покровци су служили за покривање стоке: крава, магараца, коња и волова, у хладнијим и кишним данима. За нужду су покривке од кострети користили и људи, јер мутавџијски предмети добро штите од кише. Мутавџије су још правили колане, појасеве који иду преко трбуха коња а с њим се учвршћују седло, или самар на мули или магарцу.
Мутавџијске радионице су увек биле издвојене зграде у склопу сеоског домаћинства. У мутавџијској радионици су се вршиле све наведене радње сем гребенања односно разбијања козине које је вршено у посебној шупи.
У филму „Бој на Косову“, глумац Драго Чума има торбицу у којој носи главу Кнеза Лазара. Ту торбицу израђује (тка) мутавџија. На југу Србије, по околним селима, и даље се користи ова реч. Понеки сељаци се, и данас, баве овом делатношћу.